# Issey Nakajima-Farran
Issey Nakajima-Farran (sinh ngày 16 tháng 5 năm 1984) là một cầu thủ bóng đá người Canada.

## Đội tuyển bóng đá quốc gia Canada
Issey Nakajima-Farran thi đấu cho đội tuyển bóng đá quốc gia Canada từ năm 2006-2016.

## Thống kê sự nghiệp
| Đội tuyển bóng đá Canada | Đội tuyển bóng đá Canada | Đội tuyển bóng đá Canada |
| Năm                      | Trận                     | Bàn                      |
| ------------------------ | ------------------------ | ------------------------ |
| 2006                     | 1                        | 0                        |
| 2007                     | 7                        | 0                        |
| 2008                     | 7                        | 1                        |
| 2009                     | 3                        | 0                        |
| 2010                     | 4                        | 0                        |
| 2011                     | 1                        | 0                        |
| 2012                     | 0                        | 0                        |
| 2013                     | 7                        | 0                        |
| 2014                     | 3                        | 0                        |
| 2015                     | 4                        | 0                        |
| 2016                     | 1                        | 0                        |
| Tổng cộng                | 38                       | 1                        |